# Daniel Amieva Villa
Daniel Amieva Villa (Oviedo, 24 de març de 1976) és un exfutbolista asturià, que ocupava la posició de migcampista.

## Trajectòria
Format al planter del Reial Oviedo, debuta a la campanya 95/96 amb el primer equip. Però, durant els següents anys alternaria les aparicions entre la màxima categoria i l'Oviedo B. No seria titular fins a la temporada 00/01, en la qual juga 29 partits. El seu equip, per contra, baixa a Segona Divisió.
En la categoria d'argent, Amieva acompanya durant dues campanyes als ovetencs, sent titular. L'estiu de 2003 fitxa per la UD Salamanca. Al conjunt castellà no gaudiria d'un lloc a l'onze inicial i en dos anys, només juga en 29 partits.